# كيجي كايموتو
كيجي كايموتو (海本 慶治) (ولد 26 نوفمبر 1972) هو لاعب كرة قدم ياباني سابق، شارك في كأس آسيا 2000.

## روابط خارجية
- كيجي كايموتو على موقع رابطة كرة القدم اليابانية للمحترفين (اليابانية)
- كيجي كايموتو على موقع قاعدة بيانات كرة القدم.إي يو (الإنجليزية)
- كيجي كايموتو على موقع ناشيونال فوتبول تيمز (الإنجليزية)
- كيجي كايموتو على موقع Soccerway.com (الإنجليزية)
- كيجي كايموتو على موقع عالم كرة القدم.نت (الإنجليزية)

1. ↑  "Stats Centre: Keiji Kaimoto Facts". الغارديان. مؤرشف من الأصل في 2012-05-29. اطلع عليه بتاريخ 2009-06-16.